# Eszperantó csillag
Az eszperantó csillag zöld színnel kitöltött szabályos ötágú csillag, az eszperantó nyelv egyik legismertebb és legegyszerűbb jelképe. Használják például kitűzőként vagy matricaként. A zöld szín a reményt szimbolizálja, az öt ág pedig az öt kontinenst. A csillag az eszperantó zászlón is látható.

## Története
Eleinte még csak papír alapon jelent meg a szimbólum. A La Esperantisto című folyóiratban megjelent szövegek szerint már léteztek eszperantóval kapcsolatos névjegykártyák és borítékok, amikor elkezdtek javaslatok születni egy közös jelkép használatáról. A svéd B. G. Jonson volt az első, aki felvetette a közös szimbólum ötletét 1892-ben.
1893-ban felmerültek olyan és ahhoz hasonló ötletek, hogy hordjanak óraláncdíszeket zsebóraláncon. Louis de Beaufront azt javasolta, hogy minden, aminek köze van az ügyünkhöz, kapjon zöld színt és legyen rajta csillag, így a zöld szín egy csillaggal az ügyünk állandó szimbólumává fog válni és rögtön felismerhető lesz minden, aminek köze van hozzá. (Az ügyünk itt az eszperantó mozgalom céljaira utal.) Louis de Beaufrontot így az eszperantó csillag kezdeményezőjének nevezhetjük, habár nem tudni szerepelt-e már a javaslatában az öt ág.
1895-ben már megjelentek zöld borítékok arany csillagokkal. Egy eszperantó konferencia alatt egy Pourcine nevű ember javaslatot tett egy közös eszperantista jelkép bevezetésére, nevezetesen a zöld csillagéra, amikorra már más színeket is kitaláltak mások, köztük a feketét is.

## Fordítás
- Ez a szócikk részben vagy egészben  a   Verda stelo című eszperantó Wikipédia-szócikk ezen változatának fordításán alapul.  Az eredeti cikk szerkesztőit annak laptörténete sorolja fel. Ez a jelzés csupán a megfogalmazás eredetét és a szerzői jogokat jelzi, nem szolgál a cikkben szereplő információk forrásmegjelöléseként.